# 70 (число)
Вижте пояснителната страница за други значения на 70.
70 (седемдесет) е естествено, цяло число, следващо 69 и предхождащо 71.
Седемдесет с арабски цифри се записва „70“, а с римски цифри – „LXX“. Числото 70 е съставено от две цифри от позиционните бройни системи – 7 (седем) и 0 (нула).

## Общи сведения
- 70 е четно число.
- 70 е атомният номер на елемента итербий.
- 70-ият ден от годината е 11 март.
- 70 е година от Новата ера.

## Любопитни факти
- Икона „Събор на седемдесетте апостоли“, ученици на Исус Христос, споменати в Евангелието на Лука.
- Септуагинта („Преводът на седемдесетте“) е най-ранният запазен до днес превод на Танах на старогръцки език, изработен през III век пр. Хр. в Александрия от 70 преводачи.